# Lorenz Oken

Lorenz Oken, Lithografie von Ernst Friedrich Oldermann (1802–1874) nach einer Zeichnung von Franz Krüger († 1857)

Lorenz Oken, eigentlich Lorenz Okenfuß (* 1. August 1779 in Bohlsbach, heute zu Offenburg, Ortenau; † 11. August 1851 in Zürich), war ein deutscher Mediziner, Naturphilosoph, Naturforscher und Biologe, vergleichender Anatom und Physiologe. Er gilt als bedeutendster Vertreter einer romantisch-spekulativen Naturphilosophie schellingscher Prägung. Mit der Isis gab Oken über dreißig Jahre lang die erste fachübergreifende Zeitschrift im deutschsprachigen Raum heraus. Auf seine Initiative hin entstand die Versammlung Deutscher Naturforscher und Ärzte, die zum Vorbild für zahlreiche ähnliche Gesellschaften wurde. Okens dreizehnbändige Allgemeine Naturgeschichte für alle Stände trug zur wachsenden Popularisierung der Naturwissenschaften bei. Sein offizielles botanisches Autorenkürzel lautet „Oken“.
Aufgewachsen in bäuerlichen Verhältnissen, studierte Oken vier Jahre Medizin in Freiburg und wurde dort im September 1804 promoviert. Anschließend setzte Oken sein Studium ein Semester lang in Würzburg fort, wo er unter anderem Friedrich Wilhelm Joseph Schellings Philosophie-Vorlesungen hörte. Mit seiner in Würzburg entstandenen Schrift Die Zeugung, in der er intuitiv die spätere Zelltheorie vorwegnahm, wurde Oken in Göttingen habilitiert und lehrte dort als Privatdozent. In Göttingen entstand eine Reihe anatomisch-embryologischer Studien, die Oken bekannt machten. Ende Juli 1807 erfolgte die Berufung Okens als außerordentlicher Professor für Medizin an die Universität Jena. Fünf Jahre später wurde er außerdem ordentlicher Professor für Naturgeschichte an der philosophischen Fakultät. In Jena hielt Oken Vorlesungen über Mineralogie, Botanik, Zoologie, Physiologie, pathologische Anatomie und Naturphilosophie. In der enzyklopädisch und eigentlich unpolitisch angelegten Zeitschrift Isis, deren Herausgeber er seit 1816 war, setzte sich Oken für die Gewährleistung der Pressefreiheit ein. Unter dem Druck der Staaten der Heiligen Allianz wurde Oken auf Grund dieses Eintretens Ende Juni 1819 aus dem Universitätsdienst entlassen.
1821 bis 1822 lehrte Oken als Privatdozent an der Universität Basel. Im Dezember 1827 erhielt Oken einen Ruf als ordentlicher Professor für Physiologie an die in München wiedereröffnete Ludwig-Maximilians-Universität. Als er 1832 auf Weisung des bayrischen Staates an die Universität Erlangen versetzt werden sollte, quittierte Oken den Dienst. Die letzten Jahre seines Lebens verbrachte Oken seit 1833 in Zürich, wo er als ordentlicher Professor für Naturgeschichte an der neugegründeten Universität Zürich wirkte, deren erster Rektor er bis 1835 war.

## Leben und Wirken

### Herkunft und Ausbildung

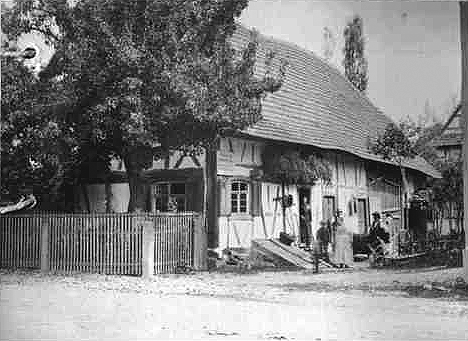
Okens Geburtshaus auf einer Ansichtskarte von ca. 1880

Lorenz Oken war der Sohn des Bauern Johann Adam Okenfuß und dessen Frau Maria Anna Fröhle. Er wurde in der Ortenau im Dorf Bohlsbach bei Offenburg geboren. Nach dem Tod seiner Mutter († 6. Februar 1792) und seines Vaters († 14. Oktober 1797) kümmerte sich vermutlich sein Stiefbruder Mathias um ihn. Zur Familie gehörten noch seine Halbschwester Katharina sowie seine Geschwister Theresia (* 1771), Franziskus Michael (* 1776) und Magdalena (* 1783). Vier weitere Geschwister starben im frühen Kindesalter. Oken verdankte seine frühe Schulbildung dem Lehrer Josef Anton Herr sowie den Bohlsbacher Pfarrern Johann Georg Schwendemann und Anton Kohmann, die vom Josephinismus beeinflusst waren. Von 1793 bis Herbst 1798 besuchte er das Franziskaner-Gymnasium in Offenburg. Nach Ostern 1799 wechselte er auf die Stiftsschule der Stadt Baden. Dort wurde Oken unter anderem durch Joseph Anton Maier († 1818) – dem er 1805 seinen Abriß des Systems der Biologie widmete – in Physik, Naturgeschichte und Mathematik unterrichtet.
Im Herbst 1800 begann Oken unter dem Prorektorat von Johann Leonhard Hug an der Universität Freiburg ein Medizinstudium. Aufgrund seiner vorzüglichen Leistungen in allen Fächern, und da er eltern- und mittellos war, wurde ihm am 26. November 1801 ein Sapienzstipendium in Höhe von 120 Gulden zugesprochen. Zu seinen Lehrern gehörten Alois Nueffer (?–1822), der Anatom und Physiologe Anton Laumayer (1765–1814), der Botaniker und Chemiker Franz Ignaz Menzinger (1745–1830) und der Chirurg Johann Mathias Alexander Ecker. In Freiburg hatte Oken Zugang zu einem Kreis von Gelehrten um den Staatsrat Josef Albert von Ittner, zu dem der Dichter Johann Georg Jacobi, der Orientalist Johann Leonhard Hug, der Staatsrat Karl von Baden und Johann Mathias Alexander Ecker gehörten. Dort lernte er Ittners Tochter Charlotte (1784–1874) kennen, mit der er einige Zeit liiert war. Am 29. Mai 1804 ersuchte Oken die Fakultät um die Zulassung zur Doktorprüfung, die er im Juli bestand. Noch als Lorenz Okenfuß erfolgte am 1. September 1804 die Promotion. Seine in deutscher Sprache verfasste Dissertation trug den lateinischen Titel Febris synochalis biliosa cum typo tertiano et complicatione rheumatica.
Bereits im Sommer 1802 entstand Okens 22 Oktavseiten umfassende Uebersicht des Grundrisses des Sistems der Naturfilosofie und der damit entstehenden Theorie der Sinne, die von der romantischen Naturphilosophie Friedrich Wilhelm Joseph Schellings beeinflusst war und die die Grundideen von Okens späterer Naturphilosophie enthielt. Okens Lehrer Ecker, dem er das Manuskript im November 1802 zu lesen gab, reagierte ablehnend: „Was wollen Sie mit diesem Mystizismus? Den versteht kein Mensch, als einige der neueren nun überall verachteten Naturphilosophen! Ich kann ihnen sagen lieber Freund! Daß dieser Wisch hier nicht gedruckt werden darf, weil alles was Schellingsch ist, zum Atheismus führt!“ Nachdem Oken genügend Geld zusammengebracht hatte, ließ er die Schrift auf eigene Kosten in Frankfurt am Main drucken.

### Aufenthalt in Würzburg

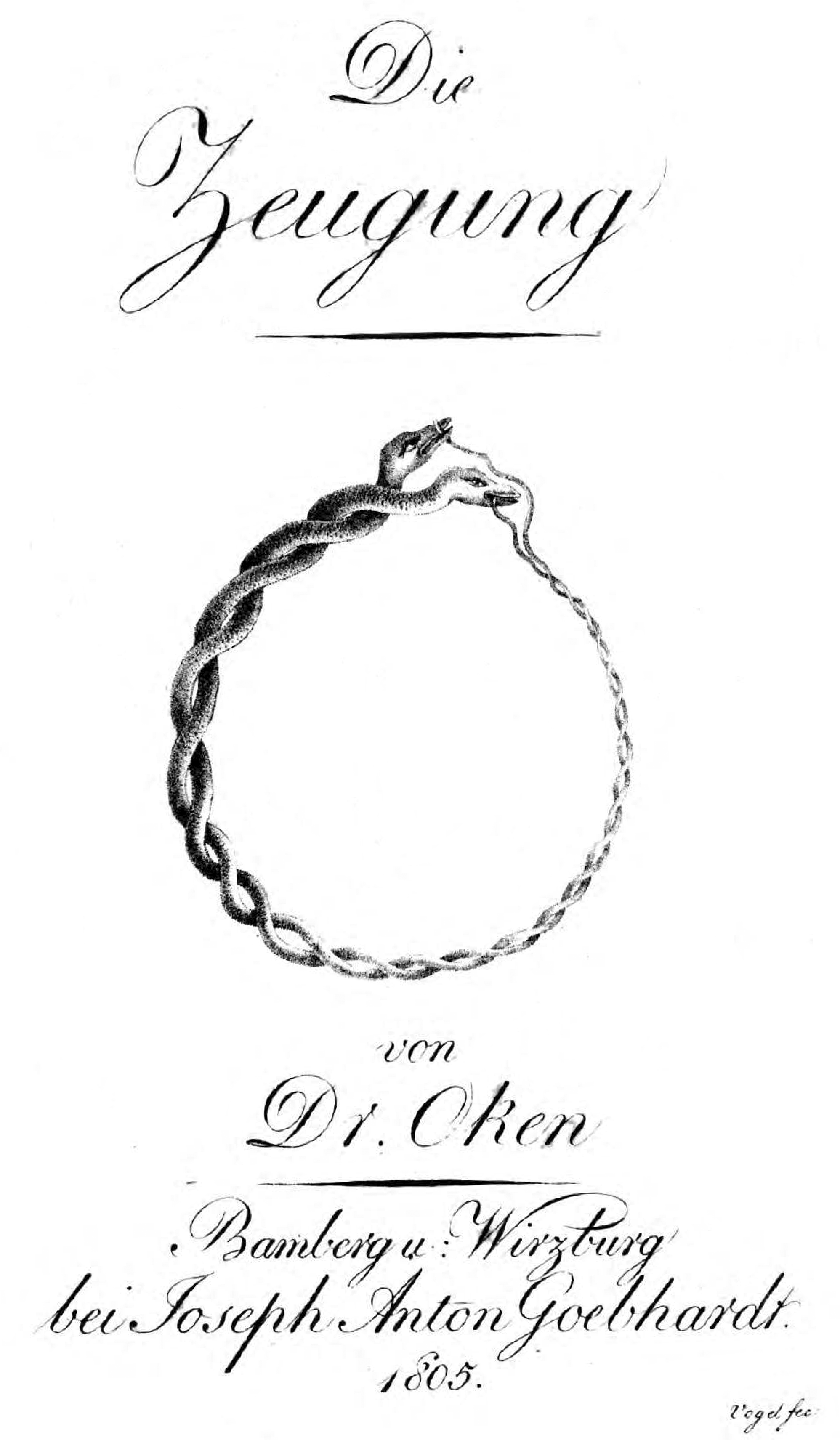
Titelblatt von Okens Die Zeugung

Vermutlich mit der Absicht sich zu habilitieren wechselte Oken an die Universität Würzburg, an der er sich am 7. November 1804 als Lorenz Oken immatrikulierte. In Würzburg verbrachte Oken lediglich das Wintersemester 1804/1805. Während dieser Zeit hörte er Materia medica bei Martin Heinrich Köhler (ca. 1780–1812) und allgemeine Therapie und Klinik bei Joseph Nikolaus Thomann (1764–1805). Bei Schelling, der seit 1803 in Würzburg lehrte und in dessen Haus Oken bald häufig verkehrte, konnte er nur dessen Philosophie-Vorlesungen, nicht aber die über Ästhetik hören. Unter Ignaz Döllinger, dessen Vorlesungen über Physiologie und Mineralogie Oken besuchte, beschäftigte er sich experimentell mit der Bildung des Darmkanals im Embryo der Säugetiere und wies 1805 die Entstehung des Darms aus dem Nabelbläschen nach. Ein Ergebnis dieser Untersuchungen war seine Schrift Die Zeugung. In ihr legte er dar, dass alles Organische aus Urbläschen, den „Infusorien“, bestünde. Tiere und Pflanzen seien nur deren Umwandlungen. Mit dieser Auffassung nahm er intuitiv die später von Matthias Schleiden und Theodor Schwann begründete Zelltheorie vorweg.

### Privatdozent in Göttingen
Einem Wunsch Schellings entsprechend wechselte Oken im folgenden Semester an die Universität Göttingen, um dort bei Johann Friedrich Blumenbach seine Theorie der Sinne weiter auszuarbeiten. Er traf Anfang Mai 1805 in Göttingen ein und trug sich am 17. Mai in die Matrikel der Universität ein. Von Blumenbachs Fähigkeiten als Vorlesender war Oken bald sehr enttäuscht. Oken habilitierte sich mit seiner in Würzburg entstandenen Schrift Die Zeugung und konnte so als Privatdozent Vorlesungen abhalten. Am 21. September kündigte er im Vorlesungsverzeichnis der Göttingischen gelehrten Anzeigen zwei Vorlesungen an, zum einen eine Vorlesung über „Biologie, gegründet auf den Gesammt-Organismus der Natur“, zum anderen eine kostenlose über „Die Lehre von der Zeugung“. Mit elf Zuhörern schätzte Oken seine Biologie-Vorlesung als gut besucht ein, da es zu dieser Zeit in Göttingen nicht einmal 50 Medizinstudenten gab.
Neben der Arbeit an seiner naturphilosophischen Tiersystematik befasste Oken sich mit anatomischen, embryologischen und osteologischen Themen. Am 12. Oktober stellte Karl Gustav Himly der Königlichen Gesellschaft der Wissenschaften zu Göttingen Okens Abhandlung über den Darmkanal vor. Im Januar 1806 bat Christian Gottlob Heyne Oken um seine Mitwirkung an den Göttingischen gelehrten Anzeigen. Okens erster Beitrag war eine Selbstanzeige seiner Schrift Die Zeugung. Obwohl Oken seine Habilitationsgebühr nicht bezahlt hatte, konnte er dennoch im Frühjahr 1806 erneut zwei Vorlesungen anzeigen. Die Vorlesung „Die Biologie und vergleichende Physiologie“ gedachte Oken nach seinem im Vorjahr erschienenen Abriß des Systems der Biologie abzuhalten, während er die zweite über „Die Arzneymittel-Lehre“, wie er in einem Brief an Schelling bekannte, nicht tatsächlich halten wollte.
Mitte April 1806 stellte Friedrich Benjamin Osiander der Göttinger Gesellschaft Okens Arbeit zur unteren Hohlvene vor. Im Sommer 1806 rezensierte Oken für die Göttingischen gelehrten Anzeigen die Zeitschrift Memoirs de l'Academie Imperiale des Sciences, Litterature et Beaux-Arts de Turin und besprach Georges Cuviers Leçons d'anatomie comparée. Im September folgte eine Selbstanzeige seines Abriß des Systems der Biologie. Zu dieser Zeit referierte Himly vor der Akademie über Okens „Untersuchungen … über die Eyergänge der Muscheln“.
Bereits im August 1806 wurde Oken auf Vorschlag von Tobias Mayer zum Assessor der Königlichen Gesellschaft der Wissenschaften zu Göttingen gewählt. Ende September begann Oken seine im Juni 1806 geplante Reise an die Nordsee, die ihn vermutlich über den Harz zunächst nach Helmstedt führte. Vom 9. bis 14. Oktober hielt er sich in Braunschweig auf und den 14. bis 17. Oktober verbrachte Oken in Hannover. Vom 30. Oktober an wirkte er bis zum April 1807 auf der Insel Wangerooge. Er wohnte beim Vogt Tjark Friedrich Amann, führte meeresbiologische Studien durch, arbeitete als Arzt und vollendete seine 1810 veröffentlichte Preisschrift über die Entstehung und Heilung der Nabelbrüche. Nach seiner Rückkehr wurde er auf Vorschlag Heynes im Mai 1807 zum Korrespondenten der Göttinger Gesellschaft ernannt. Die letzte dort von ihm am 4. Juli 1807 vorgestellte Arbeit war seine „Abhandlung … über die Classenunterschiede der rückgrathslosen Thiere“, die auf seine Forschungen auf Wangerooge zurückgeht.

### Oken in Jena

#### Erste Jahre als Professor
Am 30. Juli 1807 verfügte Herzog Carl August von Sachsen-Weimar-Eisenach die Berufung Okens als außerordentlichen Professor für Medizin an die Gesamt-Universität Jena. Die Verhandlungen Abraham Eichstädts mit Oken reichen wahrscheinlich bis in den Juni 1807 zurück. Vermutlich führte eine Empfehlung von Schelling oder Himly zum Kontakt mit Oken. Eine schriftliche Erklärung Okens, über seine Bereitschaft einem Ruf Folge zu leisten, leitete Eichstädt an Christian Gottlob Voigt weiter, der Herzog Carl August seinerseits empfahl Oken nach Jena zu berufen. An den für die Universität zuständigen Minister Johann Wolfgang von Goethe, der sich zu dieser Zeit in Karlsbad aufhielt, schrieb Voigt: „Die Akquisition des Dr. Oken aus Göttingen für Jena wird Ihnen gewiß Freude machen.“ Ende Oktober 1807 traf Oken in Jena ein. Im Verzeichnis der am 19. Oktober beginnenden Vorlesungen wurde unter der Rubrik Medizin angekündigt, dass Oken über „Die Zoosophie und Physiologie“ und „Die philosophische Bedeutung der einzelnen Knochen gegeneinander“ lesen würde. Seine Antrittsvorlesung vom 9. November 1807 trug den Titel Über die Bedeutung der Schädelknochen. In ihr stellte er seine noch in Göttingen entwickelte These vor, dass die Schädelknochen entwicklungsgeschichtlich lediglich eine Weiterentwicklung von Wirbeln sind. Beim Abstieg vom Ilsenstein im Harz hatte Oken den Schädel einer Hirschkuh gefunden, bei dessen Anblick ihn ein Geistesblitz durchfuhr, den er später folgendermaßen darstellte: „Aufgehoben, umgekehrt, angesehen und es war geschehen. Es ist eine Wirbelsäule! fuhr es mir wie ein Blitz durch Mark und Bein – und seit dieser Zeit ist der Schädel eine Wirbelsäule.“
In den ersten Jahren seiner Professur entstanden die programmatischen Schriften Über das Universum als Fortsetzung des Sinnensystems (Osterferien 1808), Erste Ideen zur Theorie des Lichts, der Finsterniß, der Farben und der Wärme (Herbstferien 1808), Grundzeichnung des natürlichen Systems der Erze (Osterferien 1809) und Ueber den Werth der Naturgeschichte, besonders für die Bildung der Deutschen (Herbstferien 1809) sowie sein dreiteiliges Lehrbuch der Naturphilosophie (1809–1811), die dazu beitrugen, seinen Ruf als Naturphilosoph zu festigen. In seinem Schelling und Henrich Steffens gewidmeten Lehrbuch der Naturphilosophie entwickelte Oken eine auf mathematische Symbolik gegründete, an Giordano Brunos De Monade Numero et Figura angelehnte, Monadenlehre. In dieser Zeit verfasste er ebenfalls seine erste politische Schrift mit dem Titel Okens Überlegungen zu einer neuen Kriegskunst (Herbstferien 1811). 1810 wurde Oken aufgrund seiner Verdienste zum Hofrat ernannt.
Im November 1811 erreichte Oken eine vertrauliche Anfrage, ob er bereit wäre, den seit Heinrich Friedrich Links Berufung nach Breslau vakanten Lehrstuhl für Naturgeschichte an der Universität Rostock zu übernehmen. Die Berufung kam nicht zustande, da die Rostocker Professoren Samuel Gottlieb Vogel, Wilhelm Josephi, Georg Heinrich Masius und Karl Ernst Theodor Brandenburg (1772–1827) Okens Naturphilosophie unverständlich fanden. Die Weimarer Regierung war jedoch bemüht, Oken in Jena zu halten. Das führte dazu, dass ihm Anfang 1812 „in Betracht des von ihm besonders durch seine philosophischen und naturhistorischen Vorlesungen erlangten Beifalls eine ordentliche Honorarprofessur in der philosophischen Facultät, mit der Vergünstigung, sich Professor der Naturgeschichte nennen zu dürfen“, zugesprochen wurde. Oken hielt Vorlesungen über Mineralogie, Botanik, Zoologie, Physiologie, pathologische Anatomie und Naturphilosophie.
1814 heiratete Oken Louise Stark (1784–1862), eine Tochter des Jenenser Mediziners Johann Christian Stark. Mit ihr hatte er zwei Kinder: die Tochter Clothilde (1815–1873) und den Sohn Offo (1816–1842).

#### Isis oder Enzyklopädische Zeitung

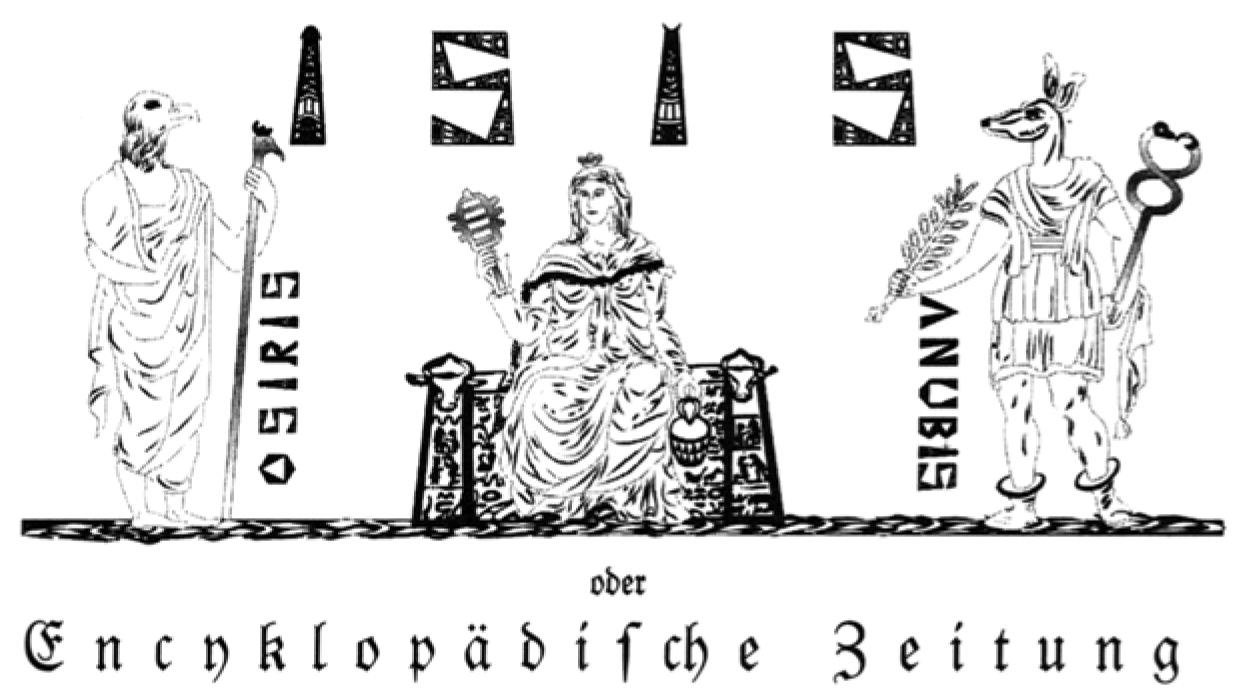
Titelkopf der Isis

Im April 1814 bot Oken dem Verleger Friedrich Arnold Brockhaus seine Schrift Neue Bewaffnung, neues Frankreich, neues Theutschland zum Druck an. Aus diesem ersten Kontakt entwickelte sich eine langjährige Zusammenarbeit, die erst durch den Tod von Brockhaus im Sommer 1823 beendet wurde. Oken lieferte Beiträge zu Brockhaus’ Conversations-Lexikon und war spätestens seit Juni 1815 Mitarbeiter der von Brockhaus nach der Völkerschlacht bei Leipzig seit Oktober 1813 herausgegebenen Deutschen Blätter. Vermutlich Ende Juni/Anfang Juli 1815 übernahm Oken die Redaktion der Tagesgeschichte, einem Beiblatt zu den Deutschen Blättern, das sich der Tagespolitik widmete und für die er die Nummern 1 bis 16 verfasste und redigierte. Nach dem Ende der Befreiungskriege sank die Auflage der Deutschen Blätter erheblich, so dass sich Brockhaus gezwungen sah, die Zeitschrift im März 1816 einzustellen. Oken, der diesen Schritt bedauerte, legte Brockhaus sein Konzept einer enzyklopädischen und unpolitisch angelegten Zeitschrift vor, in deren Mittelpunkt Beiträge zu Naturwissenschaft und Medizin, Technologie und Ökonomie sowie Kunst und Geschichte stehen sollten. Die erste Ausgabe der nach der ägyptischen Göttin Isis betitelten Zeitschrift erschien am 1. August 1816. Ihre Herausgabe bildete bis 1848 über dreißig Jahre lang einen wesentlichen Schwerpunkt in Okens Schaffen.
Ein Bestandteil der am 15. Mai 1816 unter Großherzog Carl August im Herzogtum Sachsen-Weimar-Eisenach in Kraft getretenen liberalen Verfassung war die Pressefreiheit, für deren Durchsetzung sich Oken vehement einsetzte. Die Folge waren zahlreiche, sich zum Teil zeitlich überlappende Prozesse gegen Oken und die Isis. Bereits kurz nach Erscheinen der ersten Ausgaben erwirkte der Herausgeber der Jenaischen allgemeine Literatur-Zeitung Abraham Eichstädt, der ein Exklusivrecht für die Veröffentlichung von Rezensionen besaß, ein erstes zeitweiliges Verbot der Isis. Ahnungsvoll kommentierte Johann Wolfgang von Goethe die Vorgänge am 30. Juli 1816 in seinem Tagebuch mit der Bemerkung: „Isis als Hydra“. Als Oken in den Ausgaben neun bis zwölf der Isis ebendiese Verfassung offen kritisierte, kam es – unter anderem wegen angeblicher Beleidigung der höchsten Regentenwürde – zu einer erneuten Anklage. Goethe, den der Großherzog um Stellungnahme gebeten hatte, empfahl, Oken nicht persönlich zu belangen, wohl aber gegen den Drucker der Isis vorzugehen und so ein Druckverbot der Zeitschrift durchzusetzen. Carl August befolgte den Ratschlag Goethes nicht, sondern stellte die Strafverfolgung ein. Bereits vor Ende 1816 wurde die Isis allerdings in Österreich verboten.
Während des von der Jenenser Urburschenschaft veranstalteten Wartburgfestes, an dem Oken und die Jenenser Professoren Dietrich Georg von Kieser, Heinrich Luden und Jakob Friedrich Fries teilnahmen, und auf dem Oken eine Rede hielt, kam es am Abend des 18. Oktober 1817 zu einem Autodafé, auf dem Bücher und einige weitere Gegenstände verbrannt wurden. Vierzehn Tage später veröffentlichte Oken einen Bericht über das Treffen auf der Wartburg, der auch eine mit Spottzeichen versehene Aufzählung der verbrannten Bücher und Gegenstände enthielt. Auf Druck des leitenden Direktors des preußischen Polizeiministeriums in Berlin Karl Albert von Kamptz wurde diese Ausgabe der Isis beschlagnahmt und kurzzeitig der Druck der Isis verboten. Oken wurde angeklagt und am 24. Januar 1818 „wegen Vergehen gegen die höchste Regentenwürde des Landesfürsten, Vergehen gegen die Amtswürde der oberen Landesbehörden und des academischen Senats zu Jena, Verunglimpfung deutscher Regenten und Regierungen und Beschimpfung auswärtiger Amtsbehörden“ zu sechs Wochen Haft verurteilt. Okens Berufung beim Jenaer Oberappellationsgericht war erfolgreich und er wurde am 29. April 1818 freigesprochen.
Als sich Oken über ein Druckverbot eines von Luden verfassten Artikels über eines der zahlreichen von August von Kotzebue für russischen Zaren Alexander I. verfassten Bulletins hinwegsetzte, wurde die Isis am 31. Januar 1818 erneut verboten und konnte erst Ende April wieder erscheinen. Luden und Oken wurden zu je drei Monaten Haft bzw. einer Geldstrafe von 60 Talern verurteilt. Oken zahlte die Geldstrafe.
Die Angriffe aus den Staaten der Heiligen Allianz auf Okens Isis rissen nicht ab. Als Oken auf eine auf dem Aachener Kongress im Herbst 1818 durch den russischen Zar Alexander I. verteilte anonyme Denkschrift Alexander Skarlatowitsch Sturdsas (1791–1854) mit dem Titel Memoire sur l'état actuel de l'Allemagne reagierte, in der sich Sturdsa über die gefährlichen Umtriebe an den deutschen Universitäten äußerte, kam es auf Druck des russischen Gesandten am sächsischen Hof Wassili Wassiljewitsch Chanykow (1759–1829) am 20. April 1819 zu einer neuerlichen Anklage gegen Oken. Großherzog Carl August von Weimar und Herzog August von Gotha wiesen am 11. Mai den Senat der Universität Jena an, Oken vor die Alternative zu stellen, entweder die Isis einzustellen oder seine Professur niederzulegen. Oken reagierte ausweichend: „Auf das mir gemachte Ansinnen habe ich keine Antwort. Vielleicht ist man in dessen auch auf andere Ansichten gekommen, daß eine Antwort unnöthig ist.“ Am 1. Juni 1819 verfügte Erbprinz Karl Friedrich im Namen und Auftrag seines Vaters die Entlassung Okens und die Einbehaltung seiner Besoldung vom 15. Juni an. Eine gleiche Verfügung des Herzogtums Sachsen-Gotha-Altenburg folgte sechs Tage später. Am 26. Juni 1819 wurde der Druck der Isis provisorisch untersagt.
Am 26. August 1818 wurde Oken unter der Präsidentschaft von Christian Gottfried Nees von Esenbeck mit dem Beinamen Herkules in die Kaiserlich Leopoldinisch-Carolinische Deutsche Akademie der Naturwissenschaftler aufgenommen und bereits zehn Tage später zum Adjunkten ernannt.

#### Nach der Dienstentlassung
Im Sommer 1821 – die genauen Daten des Aufenthaltes sind nicht bekannt – reiste Oken nach Paris, um in der reichhaltigen, maßgeblich von Georges Cuvier mit aufgebauten, anatomischen Sammlung des Muséum national d’histoire naturelle die systematische Stellung des Klippschliefers (Hyrax capensis) zu klären. Während seines Aufenthaltes war er Gast von Étienne Geoffroy Saint-Hilaire. In Paris redigierte Oken unter dem Titel Esquisse du système d'anatomie, de physiologie et d'histoire naturelle einen Abriss einiger seiner Schriften. Spätestens Mitte November 1821 weilte Oken wieder in Jena, da er anlässlich einer Taufe bei Johann Wolfgang Döbereiner über seinen Parisaufenthalt berichtete. In der Isis äußerte sich Oken später begeistert über die Pariser naturhistorischen Sammlungen.
Noch von Paris aus schrieb Oken an den Rektor der Universität Basel Johann Rudolf Buxtorf und den Basler Oberbürgermeister Johann Heinrich Wieland und ersuchte um die Erlaubnis, im vom November 1821 bis Mai 1822 stattfindenden Wintersemester Vorlesungen abhalten zu dürfen. Der Basler Erziehungsrat bewilligte Okens Ansinnen am 10. September. Im Basler Vorlesungsverzeichnis kündigte Oken eine Vorlesung über Naturphilosophie, Naturgeschichte und Physiologie an, die er, falls gewünscht, auch in französischer Sprache abhalten würde. Im März 1822 gab Oken gegenüber der Universitätsleitung zu erkennen, dass er an einer ordentlichen Professur an der medizinischen Fakultät interessiert war. Nachdem Erkundigungen über Oken eingeholt worden waren, und diese zu seinen Gunsten ausfielen, empfahl die Universitätsleitung am 30. März 1822, Oken als ordentlichen Professor für Medizin an die Universität zu berufen. Warum die Berufung letztendlich nicht zustande kam und an Okens Stelle der aus Mannheim stammende Mediziner Karl Gustav Jung berufen wurde, ist bislang ungeklärt.
Angeregt durch die 1815 erfolgte Gründung der Schweizerischen Naturforschenden Gesellschaft, deren dritte Versammlung Oken 1817 in Zürich besucht hatte, verfolgte Oken das Ziel, den deutschen Naturforschern eine Möglichkeit zum gegenseitigen Kennenlernen und zum Gedankenaustausch zu bieten. Einen ersten Aufruf zu einer Versammlung der deutschen Naturforscher veröffentlichte er in seiner Zeitschrift Isis. Vom 18. bis 23. September 1822 versammelten sich daraufhin in Leipzig etwa 20 Forscher und gründeten die Gesellschaft Deutscher Naturforscher und Ärzte. Bis 1830 nahm Oken an den nächsten acht Versammlungen in Halle, Würzburg, Frankfurt, Dresden, München, Berlin, Heidelberg, Hamburg teil und war dann 1838 noch einmal Gast der fünfzehnten Versammlung in Freiburg. Nach dem Vorbild der von Oken initiierten Gesellschaft Deutscher Naturforscher und Ärzte entstanden in Europa mehrere ähnliche Vereinigungen, beispielsweise die British Association for the Advancement of Science.

### Professur in München
Im November 1826 wurde die aus Landshut nach München verlegte Ludwig-Maximilians-Universität in den Räumen des Wilhelminums wiedereröffnet. Der bayrische König Ludwig I. war bestrebt, möglichst viele auswärtige Gelehrte an die Universität zu verpflichten. Die Verhandlungen mit Oken liefen, zumindest zum Teil, über den Münchener Mediziner Johann Nepomuk Ringseis. Im Frühjahr 1827 siedelte Oken mit seiner Familie von Jena nach München über. Als Privatdozent lehrte er noch im gleichen Jahr über die Physiologie des Menschen sowie Naturgeschichte und Naturphilosophie. Per königlichem Erlass wurde Oken im Dezember 1827 zum ordentlichen Professor für Physiologie der medizinischen Fakultät ernannt. Kurz darauf wurde er ordentliches Mitglied der Bayerischen Akademie der Wissenschaften.
In München kam es immer wieder zu Reibereien und Zwistigkeiten mit Kollegen. Als im März 1830 der Schwäbische Merkur und andere Zeitungen über seine angebliche Versetzung an die Universität Würzburg berichteten, widersprach Oken dieser Darstellung heftig. In der Zeitung Das Inland. Ein Tagblatt für das öffentliche Leben in Deutschland, mit vorzüglicher Rücksicht auf Bayern kam es daraufhin zu einer Reihe zunächst meist anonymer Artikel in denen Okens exzessive Ausleihen aus der Königlichen Hofbibliothek und der Zoologisch-zootomischen Sammlung der Akademie und deren nachlässige Benutzung thematisiert wurden. Oken versuchte, die Vorwürfe zu entkräften und ließ sogar einen Brief des Studenten Wilhelm Schimper abdrucken, der Okens Verhalten zu rechtfertigen suchte. Ende Mai endete die Debatte mit einer Entgegnung des Leiters der zoologisch-zootomischen Sammlung Gotthilf Heinrich von Schubert und einem Erlass über Benutzung der staatlichen Sammlungen zu Vorlesungszwecken.
In einem Schreiben vom 3. April 1832 wurde Oken durch den Innenminister Ludwig Fürst von Oettingen-Wallerstein seine Versetzung als Professor für Zoologie an die Universität Erlangen mitgeteilt. Oken erhob Einspruch gegen diesen Willkürakt und wurde in seiner Meinung durch den Senat der Universität  bestärkt. Das bayrische Innenministerium lehnte die Einsprüche Okens in einer Antwort vom 9. Juli ab. Mitte Oktober 1832 erklärte er sich bereit, einem förmlichen Ruf durch die Universität Erlangen Folge zu leisten. Das Innenministerium wies Oken am 25. Oktober an, seine Lehrstelle in Erlangen innerhalb von 14 Tagen anzutreten oder er müsse aus dem bayrischen Staatsdienst ausscheiden. Oken legte daraufhin seine Professur am 6. November nieder und wurde Ende November 1832 aus dem Staatsdienst entlassen.
Am 12. Dezember 1832 wurde Oken als ausländisches Mitglied in die sechste Klasse der schwedischen Kungliga Vetenskapsakademien aufgenommen.

### Lebensausklang in Zürich

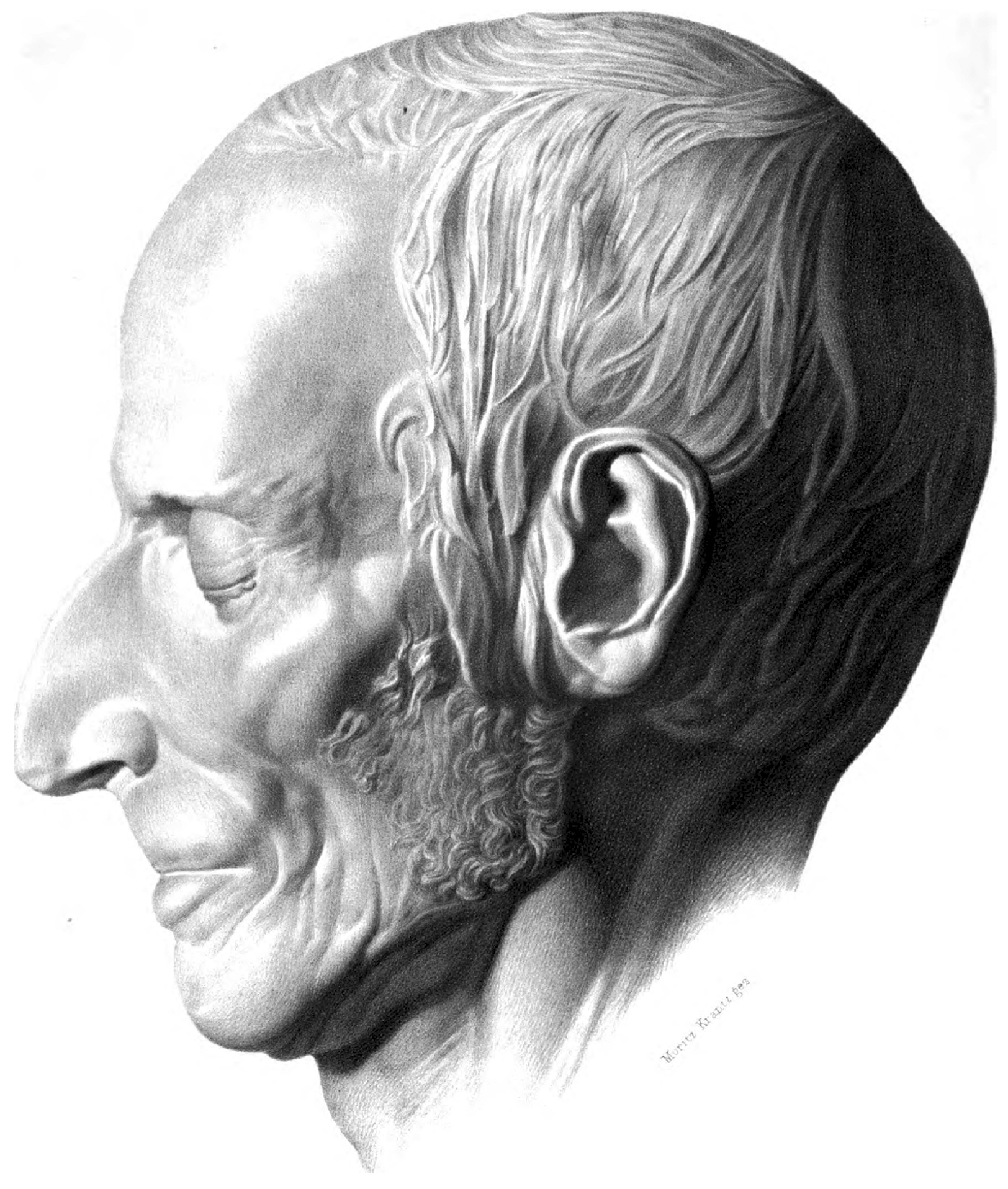
Okens Totenmaske

Am 31. Oktober 1832 fragte Adolf Ludwig Follen in einem Brief, den er auf Bitte des Zürcher Bürgermeisters und Präsidenten des Erziehungsrates Bernhard Hirzel verfasste, bei Oken an, ob dieser bereit sei, eine Berufung an die neue Universität Zürich anzunehmen. Oken stimmte zu und wurde mit Wirkung vom 5. Januar 1833 zum ordentlichen Professor für Naturgeschichte, Naturphilosophie und Physiologie des Menschen der Philosophischen Fakultät ernannt. Während einer Sitzung des Zürcher Erziehungsrates vom 20. April wurde Oken außerdem zum ersten Rektor der Universität Zürich gewählt. Oken, der zwei Tage später in Zürich eintraf, übte das Amt des Rektors der am 29. April 1833 öffentlich eingeweihten Universität bis 1835 aus. Sein unmittelbarer Nachfolger war Heinrich Christian Michael Rettig.
Im Herbst 1836 befürwortete Oken die Annahme von Georg Büchners in Straßburg entstandener Arbeit über das Nervensystem der Barben als Habilitationsschrift und setzte sich für dessen Anstellung als Privatdozent ein. In Zürich konnte Oken sein Vorhaben verwirklichen, eine populäre, für jeden verständliche und zugängliche Naturgeschichte der drei Naturreiche Mineralien, Pflanzen und Tiere zu verfassen. Zwischen 1833 und 1841 entstanden die dreizehn Bände der Allgemeinen Naturgeschichte für alle Stände, die in den folgenden zwei Jahren noch durch einen Bildatlas und ein Universalregister ergänzt wurden. Dieses Werk Okens war für Alfred Brehm ein wichtiges Vorbild beim Abfassen seines Thierlebens. 1843 erschien in Zürich die dritte, neu bearbeitete Auflage seines Lehrbuchs der Naturphilosophie, die 1847 ins Englische übersetzt wurde.
Oken scheiterte zwei Mal bei Abstimmungen zur Aufnahme als Mitglied in die französische Académie des sciences. Als 1839 ein neues korrespondierendes Mitglied für die Sektion Anatomie und Zoologie gewählt wurde, unterlag er bei der Abstimmung Richard Owen. Ein Jahr später wurde nach dem Tod von Heinrich Wilhelm Olbers die vakante achte Stelle der auswärtigen Mitglieder der Académie des sciences mit Friedrich Wilhelm Bessel neu besetzt. Oken erhielt bei der Wahl lediglich die Stimme von Étienne Geoffroy Saint-Hilaire. Als 1844 eine erneute Wahl anstand, verweigerte Oken seine Nominierung. Als 1838 La Société Cuvierienne gegründet wird, war er eines der 140 Gründungsmitglieder der Gesellschaft.
Am 11. August 1851 verstarb Lorenz Oken in Zürich an einer Bauchfellentzündung, die sich aus einem langjährigen Harnblasenleiden entwickelt hatte. Er wurde auf dem Zürcher Jacobsfriedhof bestattet. Am Abend der Beerdigung veranstalteten Studenten einen Fackelzug zu Okens Grab und der spätere Botanikprofessor Carl Cramer sprach einige Abschiedsworte. Von Seiten der Universität wurde Okens Wirken erst am 1. November 1851 gewürdigt, als der Physiologe und damalige Dekan der Medizinischen Fakultät Carl Ludwig eine Gedächtnisrede hielt, die in Auszügen in der Neuen Zürcher Zeitung abgedruckt wurde. Seit dem 29. April 1898 befindet sich die gemeinsame Grabstätte Okens und seiner Tochter Clothilde auf dem Friedhof Sihlfeld in Zürich. Anlässlich der einhundertsten Wiederkehr seines Todestages 1951 ließ die Universität Zürich dort eine Inschrift anbringen. Die einflussreiche Londoner Zeitschrift The Athenaeum veröffentlichte am 6. September 1851 einen Nachruf.

## Rezeption und Nachwirkung

### Rezeption

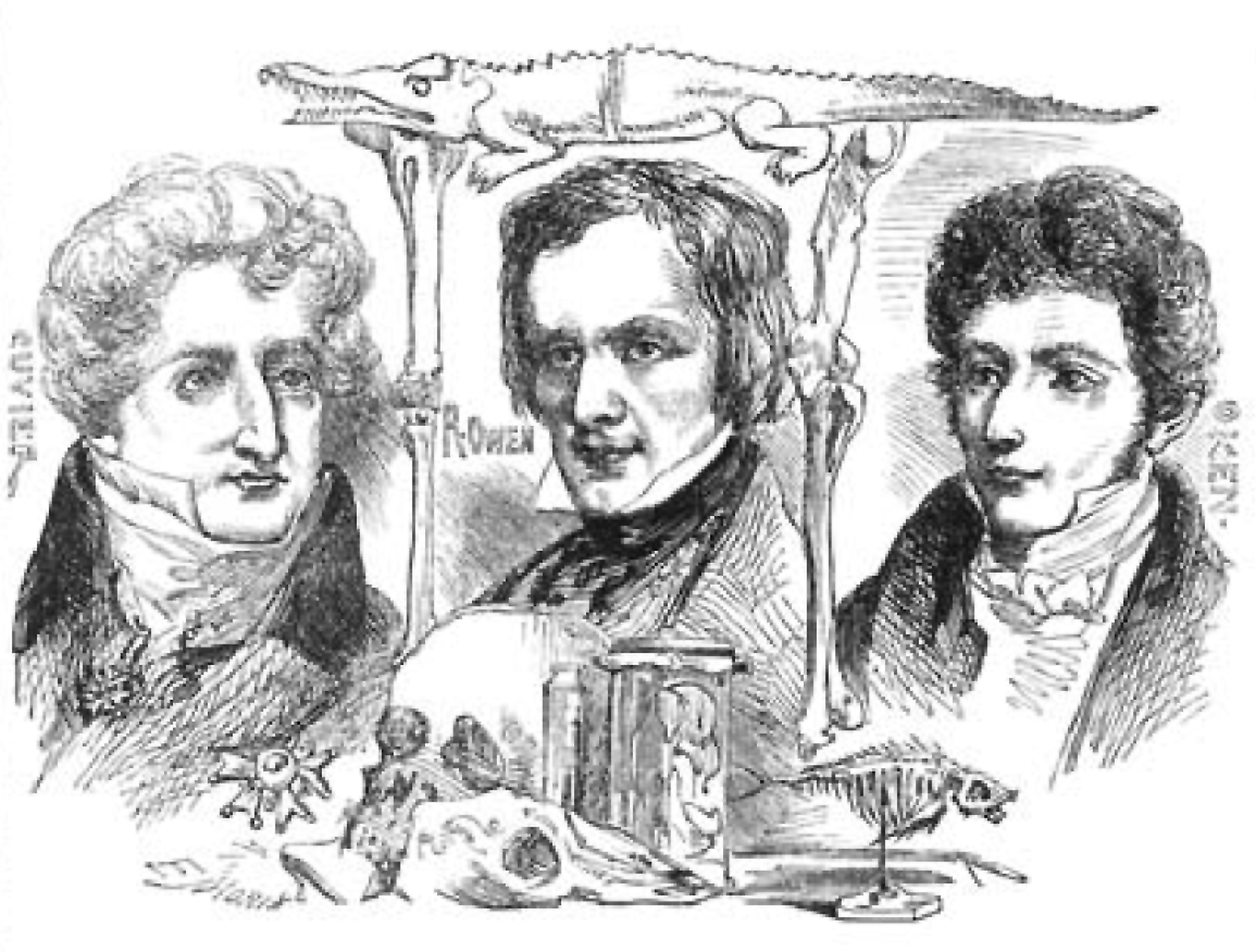
Dem Nachdruck seines Werkes The Principal Forms of the Skeleton and the Teeth stellte Richard Owen 1856 diese Tafel voran, die ihn zwischen Cuvier und Oken zeigt.

Obwohl Lorenz Okens Schaffen in der ersten Hälfte des 19. Jahrhunderts von seinen Zeitgenossen breit rezipiert wurde, und er insbesondere nachhaltig die morphologische Methodik des Briten Richard Owen beeinflusste, geriet er zunehmend in Vergessenheit. Anlässlich des einhundertjährigen Bestehens der Gesellschaft Deutscher Naturforscher und Ärzte machte der deutsche Wissenschaftshistoriker Julius Schuster auf Okens Bedeutung für die Wissenschaftsgeschichte aufmerksam und veröffentlichte 1939 einen Nachdruck von Okens programmatischen Schriften. Einzelheiten zu Okens Biografie wurden seit dieser Zeit bis in die 1950er Jahre von Rudolph Zaunick, Max Pfannenstiel und Hermann Bräuning-Oktavio untersucht. Ab 1997 rückte Oken wieder verstärkt in den Mittelpunkt aktueller Forschung. Am 16. und 17. November 2000 fand in Jena eine vom Sonderforschungsbereichs „Ereignis Weimar – Jena. Kultur um 1800“ in Zusammenarbeit mit dem Jenenser Haeckelhaus und der Stadt Offenburg veranstaltete Tagung „Lorenz Oken – ein politischer Naturphilosoph“ statt. Daraus entstand der 2001 anlässlich der Wiederkehr seines 150. Todestages veröffentlichte Sammelband gleichen Titels. Ebenfalls aus diesem Anlass fand am 19. und 20. Oktober 2001 unter der Schirmherrschaft der Gesellschaft Deutscher Naturforscher und Ärzte unter dem Motto „Von Freiheit und Verantwortung in der Forschung“ ein Symposium in Offenburg statt. Seit 2006 wird an der Friedrich-Schiller-Universität Jena in einem von der Deutschen Forschungsgemeinschaft geförderten Projekt die Bedeutung der Isis für die wissenschaftliche Kommunikation und die Popularisierung der Naturwissenschaften in der ersten Hälfte des 19. Jahrhunderts untersucht.
Der Schriftsteller Arno Schmidt hat Okens Wortschöpfungen im Rahmen seiner Erzählung Schwänze (im Sammelband Ländliche Erzählungen) thematisiert.

### Auszeichnungen und Würdigung
|  |  |

Im November 1816 verlieh ihm die Universität Gießen die philosophische Ehrendoktorwürde. 1822 wurde Oken Ehrenmitglied der Schweizerischen Naturforschenden Gesellschaft und 1843 wirkliches Ehrenmitglied der Naturforschenden Gesellschaft zu Emden.
Franz von Kobell benannte Oken zu Ehren 1828 das Mineral Okenit. Diederich Franz Leonhard von Schlechtendal und Adelbert von Chamisso benannten 1830 die Pflanzengattung Okenia aus der Familie der Wunderblumengewächse nach ihm.
Kurz nach Okens Tod riefen die Jenenser Professoren Dietrich Georg von Kieser, Emil Huschke und Friedrich Wilhelm Theile am 1. September 1851 zu einer Subskription für ein Oken-Denkmal in Jena auf. Bereits Ende 1851 war die hierfür veranschlagte Summe von 2000 Thalern annähernd zusammengekommen. Unter den zahlreichen Spendern befand sich beispielsweise Napoléon Bonaparte, der später als Napoleon III. Kaiser der Franzosen wurde. Mit der Anfertigung der Büste wurde der Berliner Bildhauer Friedrich Drake beauftragt, der sie 1852 fertigstellte. Als Aufstellungsort war ursprünglich der Eichplatz in Jena vorgesehen, was jedoch von der Stadtverwaltung verhindert wurde. Für die Büste wurde ein Postament aus Eklogit geschaffen. Die Einweihung am Fürstengraben fand erst am 18. September 1857 statt. Die heutige Inschrift wurde später ergänzt. Auf dem Zürcher Pfannenstiel wurde am 25. Juni 1854 eine Gedenktafel zu seinen Ehren enthüllt. Das von Hermann Volz gestaltete Okendenkmal in Offenburg wurde am 29. Juli 1883 eingeweiht. Zur Finanzierung des Denkmals trugen der Verkauf einer Ansichtskarte von Okens Geburtshaus und einer Gedenkmünze anlässlich seines 100. Geburtstages durch den Schwarzwaldverein bei. Nachdem es 1938 Parkplätzen weichen musste, wurde es 1949 am Franz-Volk-Garten in Offenburg wiederaufgestellt.
Der Mondkrater Oken wurde 1935 von der Internationalen Astronomischen Union nach ihm benannt, ebenso 2003 der Asteroid (46563) Oken. Die Gesellschaft Deutscher Naturforscher und Ärzte verleiht seit 1984 alle zwei Jahre die Lorenz-Oken-Medaille.
In Freiburg, Jena, Karlsruhe, Nürnberg, Offenburg und Zürich gibt es Okenstraßen.

### Nachlass
Der umfangreichste Teil von Okens Nachlass befindet sich in der Universitätsbibliothek Freiburg. Er entstammt einer Nachlassschenkung aus dem Mai 1883, die der Würzburger Bezirksamtmann Hermann Reuss, Sohn von Okens Tochter Clothilde und ihrem Mann Andreas Reuss, vornahm. Dessen Sohn, Major Paul Reuss aus Traunstein, vererbte bei seinem Tod 1958 weitere in seinem Besitz befindliche Gegenstände an einen weitläufigen Verwandten, den Kaufmann Oskar Ockenfuss in Karlsruhe. Dieser schenkte 1959 der Universität Freiburg zunächst die drei im Familienbesitz befindlichen Ölgemälde von Lorenz Oken und übergab ihr 1962 zwei silberne Becher und die goldene Uhr Okens. Der Freiburger Nachlassbestand wurde von 2002 bis 2003 digitalisiert und kann über die Datenbank Kalliope abgerufen werden.
In der Thüringer Universitäts- und Landesbibliothek werden Briefe aus den Jahren 1801 bis 1837 und Kollegnachschriften aufbewahrt. In Besitz der Bayerischen Staatsbibliothek befindet sich eine weitere Sammlung von Briefen.

## Schriften (Auswahl)

### Originalausgaben
- Uebersicht des Grundrisses des Sistems der Naturfilosofie und der damit entstehenden Theorie der Sinne. P. W. Eichenberg, Frankfurt am Main [1803] (PDF; 103 kB).
- Abriß des Systems der Biologie. Zum Behufe seiner Vorlesungen. Vandenhoeck & Ruprecht, Göttingen 1805 (online). Digitalisat und Volltext im Deutschen Textarchiv
  - auch als: Abriß der Naturphilosophie. Bestimmt zur Grundlage seiner Vorlesungen über Biologie. Vandenhoeck & Ruprecht, Göttingen 1805 – ohne Widmung. Digitalisat.
- Die Zeugung. Joseph Anton Goebhardt, Bamberg/Würzburg 1805 (online).
- Beiträge zur Vergleichenden Zoologie, Anatomie und Physiologie. Joseph Anton Goebhardt, Bamberg/Würzburg 1806–1807. – als Herausgeber mit Dietrich Georg Kieser.
  - I. Heft. 1806 (online). Darin:
    - Vorrede. S. I–XIV.
    - Anatomisch-physiologische Untersuchungen, angestellt in Schweinsfötus, Schweinsembryonen und Hundsembryonen zur Lösung des Problems über das Nabelbläschen. S. 1–4.
    - Anatomie von eilf beinahe reifen Schweinsfötus zur Bestimmung der Bedeutung und Function der Appendices allantoidis. S. 5–58.
    - Anatomie von fünf noch nicht vier Wochen alten Schweinsembryonen zur Lösung des Problems über die Vesicula umbilicalis. S. 59–102.
    - Entwicklung der wissenschaftlichen Systematik der Thiere. S. 103–122.

  - II. Heft. 1807 (online). Darin:
    - Anatomie von drei Hundsembryonen zwanzig Tage nach der Belegung, in denen sich die Därme kurz zuvor von dem Darmbläschen abgelöst hatten. S. 1–26.
    - Beweis, dass alle Säugethiere die Darmblase (vesica omphalo-mesenterica) besitzen und die Därme aus ihr ihren Ursprung nehmen. S. 29–87.
- Ueber den Athmungsprozeß des Fötus. In: Lucina. Eine Zeitschrift zur Vervollkommnung der Entbindungskunde. Band 3, Heft 3, 1806.
- Idee der Pharmakologie als Wissenschaft. In: Jahrbücher der Medicin als Wissenschaft. Zweyten Bandes erstes Heft. Tübingen 1807, S. 75–94. – erschienen 1809.
- Über die Bedeutung der Schädelknochen. Ein Programm beim Antritt der Professur an der Gesammt-Universität zu Jena. Christian Gottfried Göpferdt, Jena 1807 (online).
- Erste Ideen zur Theorie des Lichts, der Finsterniß, der Farben und der Wärme. Friedrich Frommann, Jena 1808 (online)
- Ueber das Universum als Fortsetzung des Sinnensystems. Ein pythagoräisches Fragment. Friedrich Frommann, Jena 1808 (online).
- Grundzeichnung des natürlichen Systems der Erze. Friedrich Frommann, Jena 1809 (online).
- Newton’s erster Beweis für die verschiedene Brechbarkeit der Lichtstrahlen, wodurch die Verschiedenheit der Farben erzeugt werden soll, widerlegt von Oken. In: Journal für die Chemie, Physik und Mineralogie. Band 8, Berlin 1809, S. 269–276.
- Ueber den Werth der Naturgeschichte, besonders für die Bildung der Deutschen. (Akademische Rede) Friedrich Frommann, Jena 1809 (online).
- Lehrbuch der Naturphilosophie. Frommann, Jena 1809–1811.
  - Erster Theil und zweiter Theil. 1809. [Teil 1: Mathesis. Vom Ganzen. Teil 2: Ontologie. Vom Einzelnen] (online).
  - Dritter Theil. Erstes und zweites Stück. 1810 [Pneumatologie. Vom Ganzen im Einzelnen]. (online).
  - Dritter Theil. Drittes, letztes Stück. 1811 [Pneumatologie. Vom Ganzen im Einzelnen]. (online).
    - 2., umgearbeitete Auflage. Frommann, Jena 1831 (online).
    - 3., neu bearbeitete Auflage. Friedrich Schultheiß, Zürich 1843 (online).
    - Elements of Physiophilosophy. London 1847 (online). Übersetzung ins Englische durch Alfred Tulk.
- Preisschrift über die Entstehung und Heilung der Nabelbrüche. Philipp Krüll, Landshut 1810 (online).
- Über die Erkenntniß des Muschelthiers aus der Schale, und über die darauf gründbare natürliche Classification der Schalthiere. In: Göttingische gelehrte Anzeigen, unter der Aufsicht der Königl. Gesellschaft der wissenschaften. Der dritte Band auf das Jahr 1810. 169. Stück, 22. Oktober 1810, S. 1681–1688 (online).
- Lehrbuch der Naturgeschichte. 1813–1826.
  - Erster Theil: Mineralogie. Carl Heinrich Reclam, Leipzig 1813 (online).
  - Zweyter Theil: Botanik
    - Zweyte Abtheilung, erste Hälfte: Mark- und Stamm-Pflanzen. August Schmid & Comp., Jena 1825 (online).
    - Zweyte Abtheilung, zweyte Hälfte: Blüthen- und Frucht-Pflanzen. August Schmid & Comp., Jena 1826 (online).

  - Dritter Theil: Zoologie
    - Erste Abtheilung: Fleischlose Thiere. August Schmid & Comp., Jena 1815 (online).
    - Zweite Abtheilung: Fleischthiere. August Schmid & Comp., Jena 1816 (online).
- Entwurf von Oken’s philosophischem Pflanzensystem. In: Neues botanisches Garten-Journal. Band 1, Heft 1, 1813, S. 3–110 (online).
- Bemerkungen zu Macartney’s Beobachtungen über leuchtende Thiere. In: Neues Journal für Chemie und Physik. Band 12, Heft 3, 1814, S. 342–346 (online).
- Neue Bewaffnung, neues Frankreich, neues Theutschland. Cröker, Jena 1814 (online).
- Okens Überlegungen zu einer neuen Kriegskunst. In: Neue Bewaffnung, neues Frankreich, neues Theutschland. Cröker, Jena 1814, S. 1–30 (online).
- Donna Pedegache, die Wunderseherin: Nebst dazu gehörigen Bemerkungen. In: Curiositäten der physikalisch-literarisch-artistisch-historischen Vor- und Mitwelt. Band 5, 1816, S. 352–359 (online).
- Entwurf von Oken’s philosophischem Pflanzensystem. Weimar 1817.
- Ueber Okens Urthel. In: Bremer Zeitung. Nummer 85/86, 26./27. März 1818 (online).
- Esquisse du système d'anatomie, de physiologie et d'histoire naturelle. Paris 1821.
- Naturgeschichte für Schulen. Brockhaus, Leipzig 1821 (online).
- Beschreibung und Zergliederung eines Foetus von Bradypus torquatus. In: Maximilian zu Wied: Beiträge zur Naturgeschichte von Brasilien. Band 2, Weimar 1826, S. 496–500 (online).
- Vergleichung der Schädel von Bradypus torquatus und Bradypus tridactylus. In: Maximilian zu Wied: Beiträge zur Naturgeschichte von Brasilien. Band 2, Weimar 1826, S. 500–511 (online).
- Rede über das Zahlengesetz in den Wirbeln des Menschen. Lindauer, München [1828] (online).
- Rede des Rektors der Hochschule, Hrn. Professor L. Oken. In: Reden gehalten bei der Inauguration der Zürcherischen Hochschule am 29. April 1833. Zürich 1833 (online).
- Für die Aufnahme der Naturwissenschaften in den allgemeinen Unterricht. In: Das Ausland. Eine Tagblatt für Kunde des geistigen und sittlichen Lebens der Völker. Band 2, Nummer 333/334, Cotta, München 29./30. November 1829, S. 1329–1333 (online).
- Allgemeine Naturgeschichte für alle Stände. Carl Hoffmann, Stuttgart 1833–1841.
  - Erster Band. Mineralogie und Geognosie. Bearbeitet von Friedrich August Walchner, 1839 (online).
  - Zweyter Band oder Botanik erster Band. 1839 (online).
  - Dritter Band erste Abtheilung oder Botanik, zweyter Band erste Abtheilung. Mark- und Schaftpflanzen. 1841 (online).
  - Dritter Band dritte Abtheilung oder Botanik, zweyter Band dritte Abtheilung. Fruchtpflanzen. 1841 (online).
  - Dritter Band zweyte Abtheilung oder Botanik, zweyter Band zweyte Abtheilung. Stamm- und Blüthenpflanzen. 1841 (online).
  - Vierter Band, oder Thierreich, erster Band. 1833 (online).
  - Fünfter Band erste Abtheilung oder Thierreich, zweiter Band erste Abtheilung. 1835 (online).
  - Fünfter Band zweite Abtheilung oder Thierreich, zweiter Band zweite Abtheilung. 1835 (online).
  - Fünfter Band dritte Abtheilung oder Thierreich, zweiter Band letzte Abtheilung. 1836 (online).
  - Sechster Band, oder Thierreich dritter Band. 1836 (online).
  - Siebenter Band erste Abtheilung, oder Thierreich vierter Band erste Abtheilung. Vögel. 1837 (online).
  - Siebenter Band zweyte Abtheilung, oder Thierreich, vierter Band zweyte Abtheilung. Säugthiere 1. 1838 (online).
  - Siebenter Band dritte Abtheilung, oder Thierreich, vierter Band dritte Abtheilung. Säugthiere 2. Schluß des Thierreichs. 1838 (online).
- Idées sur la classification des Animaux. In: Annales des sciences naturelles. 2. Folge, Band 14, Paris 1840, S. 247–268 (online).
- Oken’s anatomischer Atlas in Stahlstich. Aus dessen Abbildungen zu seiner allgemeinen Naturgeschichte besonders abgedruckt. Carl Hoffmann, Stuttgart 1840 (online).
- Universal-Register zu Oken’s allgemeiner Naturgeschichte. Carl Hoffmann, Stuttgart 1842 (online).
- Abbildungen zu Oken’s allgemeiner Naturgeschichte für alle Stände. Carl Hoffmann, Stuttgart 1843 (online), (online)
- [Vorwort]. In: Das mikroskopische Institut von August Menzel und Comp. 1. Heft, Zürich 1851.

### Moderne Ausgaben
- Julius Schuster (Hrsg.): Lorenz Oken: Gesammelte Schriften. Die sieben Programme zur Naturphilosophie, Physik, Mineralogie, vergleichenden Anatomie und Physiologie. Keiper, Berlin 1939 (online).
- Lehrbuch der Naturphilosophie. Nachdruck der 3., neubearbeiteten Auflage Zürich 1843 bei Friedrich Schulthess. Olms, Hildesheim/Zürich/New York 1991, ISBN 3-487-09453-3.
- Thomas Bach, Olaf Breidbach, Dietrich von Engelhardt (Hrsg.): Lorenz Oken: Gesammelte Werke. Hermann Böhlaus Nachfolger, Weimar 2007–2012, ISBN 978-3-7400-1170-3.
  - Band 1: Frühe Schriften zur Naturphilosophie. 2007, ISBN 978-3-7400-1171-0.
  - Band 2: Lehrbuch der Naturphilosophie. 2007, ISBN 978-3-7400-1223-6.
  - Band 3: Schriften zur Naturforschung und Politik. 2012, ISBN 978-3-7400-1224-3.
  - Band 4: Naturgeschichte für Schulen. 2012, ISBN 978-3-7400-1225-0.

## Zeitgenössische Rezensionen (Auswahl)
- Joseph Görres: Uebersicht des Grundrisses des Systems der Naturphilosophie und der damit entstehenden Theorie der Sinne. In: Jenaische Allgemeine Literatur-Zeitung. 2. Jahrgang, Band 1, Nummer 59, 11. März 1805, Sp. 471–472 (online).
- [Anonym]: Bamberg und Würzburg bey Joseph Anton Göbhardt: Die Zeugung, von Oken. 1805 216 Seit. in 8vo. In: Johann Jakob Hartenkeil (Hrsg.): Medicinisch-chirurgische Zeitung. Erster Band 1806. Nummer 5, Salzburg 16. Januar 1806, S. 81–96 (online).
- Christian Gottfried Daniel Nees von Esenbeck: Bamberg u. Würzburg, b. Goebhardt: Die Zeugung, von Dr. Oken. 1805. 216 S. gr. 8. (1 Rthlr. 4 gr.). In: Jenaische Allgemeine Literatur-Zeitung. 3. Jahrgang, Band 2, Nummer 147, 23. Juni 1806, Sp. 561–565 (online).
- [Anonym]: Ueber die Bedeutung der Schädelknochen. Ein Programm beym Antritt der Professur an der GesammtUniversität zu Jena von Dr. Oken, corresp. Mitgl. der Soc. der Wissensch. zu Göttingen. Jena, bey Göbhardt in Bamberg. 1807. 4. 18 S. (4 gr.). In Neue Leipziger Literaturzeitung. 144. Stück, 16. November 1807, Sp. 2289–2294 (online).
- Christian Gottfried Daniel Nees von Esenbeck: Göttingen, b. Vandenhoeck und Ruprecht: Abriss des Systems der Biologie, von Dr. Oken. Zum Behuf seiner Vorlesungen. 1805. 206, S. 8. (12 Gr.). In: Jenaische Allgemeine Literatur-Zeitung. 5. Jahrgang, Band 2, Nummer 89, 15. April 1808, Sp. 97–102 (online).
- [Anonym]: 1. Ueber Licht und Wärme von Oken, Doctor und Professor in Jena. 1808. (10 gr.); 2. Lehrbuch der Naturphilosophie, von Oken. Erster und zweyter Theil. Jena, bey Friedrich Frommann. 1809. (1 Rthlr.). In: Heidelbergische Jahrbücher der Literatur für Theologie, Philosophie und Pädagogik. Band 3, Heft 3, 1810, S. 97–126 (online)